# Lycaeides samuelis
Lycaeides samuelis är en fjärilsart som beskrevs av Vladimir Nabokov 1943. Lycaeides samuelis ingår i släktet Lycaeides och familjen juvelvingar. Inga underarter finns listade i Catalogue of Life.